# Новое Кузёмкино
Новое Кузёмкино (фин. Uusi Narvusi) — деревня в Кузёмкинском сельском поселении Кингисеппского района Ленинградской области.

## История
Деревня была основана в начале XX века, когда в ходе столыпинской реформы, по указу правительства несколько крестьянских семей из деревни Большое Кузёмкино были переселены вверх по течению реки Луги. Новая деревня получила название Новое Кузёмкино.
Население деревни было смешанным — финско-ижорским.
Согласно данным переписи населения СССР 1926 года в деревне Кузёмкино Новое Больше-Кузёмкинсского сельсовета Наровской волости Кингисеппского уезда проживали 111 человек, большинство ижоры, а также финны и русские.
По данным 1933 года деревня Новое Кузёмкино входила в состав Кузёмкинского сельсовета Кингисеппского района.

План деревни Новое Кузёмкино. 1938 год

Согласно топографической карте 1938 года деревня насчитывала 32 двора.
По данным 1966, 1973 и 1990 годов деревня Новое Кузёмкино также входила в состав Кузёмкинского сельсовета.
В 1997 году в деревне проживали 16 человек, в 2002 году — 12 человек (все русские), в 2007 году — 18, в 2010 году — 15.

## География
Деревня расположена в западной части района на автодороге 41К-109 (Лужицы — Первое Мая).
Расстояние до административного центра поселения — 2 км.
Расстояние до ближайшей железнодорожной станции Усть-Луга — 19 км.
Деревня находится на левом берегу реки Луга.

## Демография
| 2007 | 2010 | 2017 |
| ---- | ---- | ---- |
| 18   | ↘15  | ↘13  |

Согласно данным Всероссийской переписи населения 2021 года в деревне проживали 36 человек, национальность не указали.

## Улицы
Липовая, Солнечная.